# M-11 Chtorm
Le M-11 Chtorm (en russe : « М-11 Шторм », « Шторм » signifiant « Tempête »), désigné par l'OTAN SA-N-3 « Goblet », est un système surface-air russe. Sa désignation GRAU est 4K60. Une caractéristique inhabituelle de ce système est de n'exister que sur les navires, car il ne dispose d'aucune version basée à terre ou sur véhicules.

## Historique
À la suite de la validation du décret no 846-382 par le conseil des ministres de l'Union soviétique,,, les travaux de conception et de développement du système furent autorisés pour la première fois le 25 juillet 1959, et furent entrepris par l'institut de recherches scientifiques no 10 (NII-10), qui travaillait déjà à la mise au point du système M-1 Volna (OTAN : SA-N-1), un dérivé du S-125. Conçu sous la direction de l'ingénieur en chef G.N. Volgin, Il était à l'origine prévu d'équiper les navires de guerre du Projet-1126, mais les deux projets, missile et navire, furent abandonnés en juin 1961,, après la validation du décret no 565-236 par le conseil des ministres.
Le projet du missile fut cependant réactivé seulement un mois plus tard, afin d'être installé sur les croiseurs porte-hélicoptères de la classe Moskva. La conception fut achevée en avril 1962 et incluait une modification du lanceur ZIF-101, qui était déjà utilisé par le système M-1 Volna. La conception de ce lanceur ayant fait preuve d'un manque évident de simplicité d'emploi, une nouvelle modification dut être faite, ce qui reporta la fabrication des prototypes à l'année 1964.
Entre 1964 et 1966, des essais en mer furent menés sur le banc de tests OS-24, qui n'était autre que l'ancien croiseur lourd Voroshilov converti en 1961. Le système fut ensuite installé sur le Moskva, qui fut mis en service le 25 décembre 1967, mais le développement continua jusqu'en 1969, date à laquelle il fut officiellement déclaré apte au service actif,,,.

## Caractéristiques

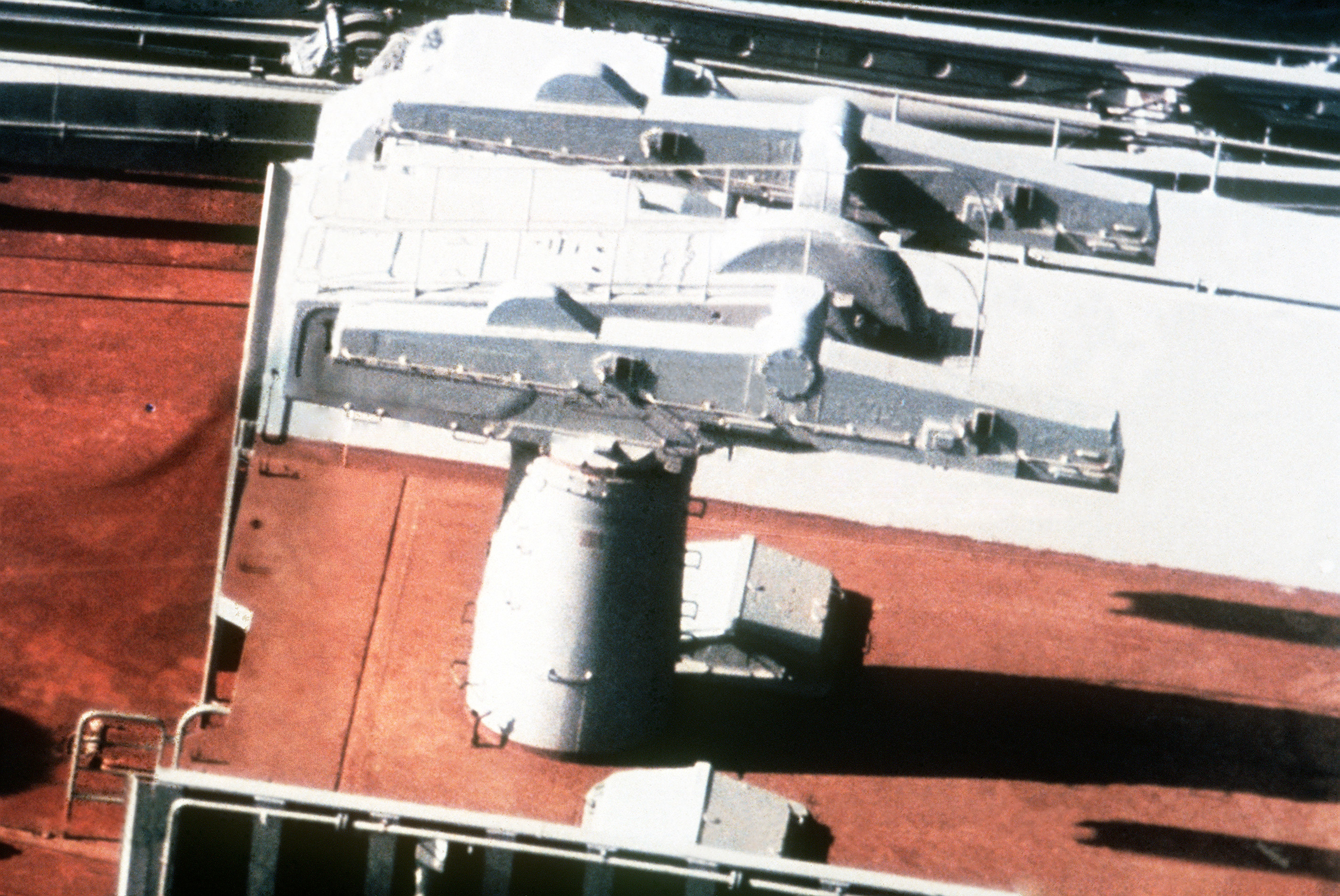
Un système M-11 Chtorm sur le porte-avions.

La version initiale du système, équipée des missiles V-611, est désignée 4K60 M-11 Schtorm par les russes, alors que l'OTAN la désigne SA-N-3A. La version améliorée 4K65 M-11 Chtorm-N, dotée de missiles V-611M est désignée SA-N-3B.

### Fonctionnement du système
Ces missiles sont fixés par paires sur des lanceurs rotatifs dotés de deux rails. Ils mesurent 6,10 m de long, pour une masse de 1 800 kg,, dont 125 kg de charge militaire. Dotés d'un propulseur à carburant solide à deux modes de poussée, ils volent à une vitesse comprise entre Mach 2.2 et Mach 2.8, pour une portée comprise entre 3 et 33 km à une altitude maximale de 30 000 m. Cette vitesse n'est maintenue que pendant le vol de croisière, la première phase du vol étant soumise à une accélération de 1 200 m/s pendant une courte période, qui correspond à un éloignement du missile de 3,60 m de son lanceur. Le missile est également équipé d'une fusée de proximité son explosion dans un rayon allant jusqu'à 40 m autour de sa cible.
Le missile V-611M étend sa portée à 55 km. Le guidage est de type semi-actif, avec une première partie du vol guidée à distance par le radar Head Lights du navire lanceur, suivi d'une phase d'attaque finale autonome réalisée grâce au radar actif interne au missile. Le radar de conduite de tir du navire est souvent associé à un radar de veille désigné Top Sail,.

### Système de gestion

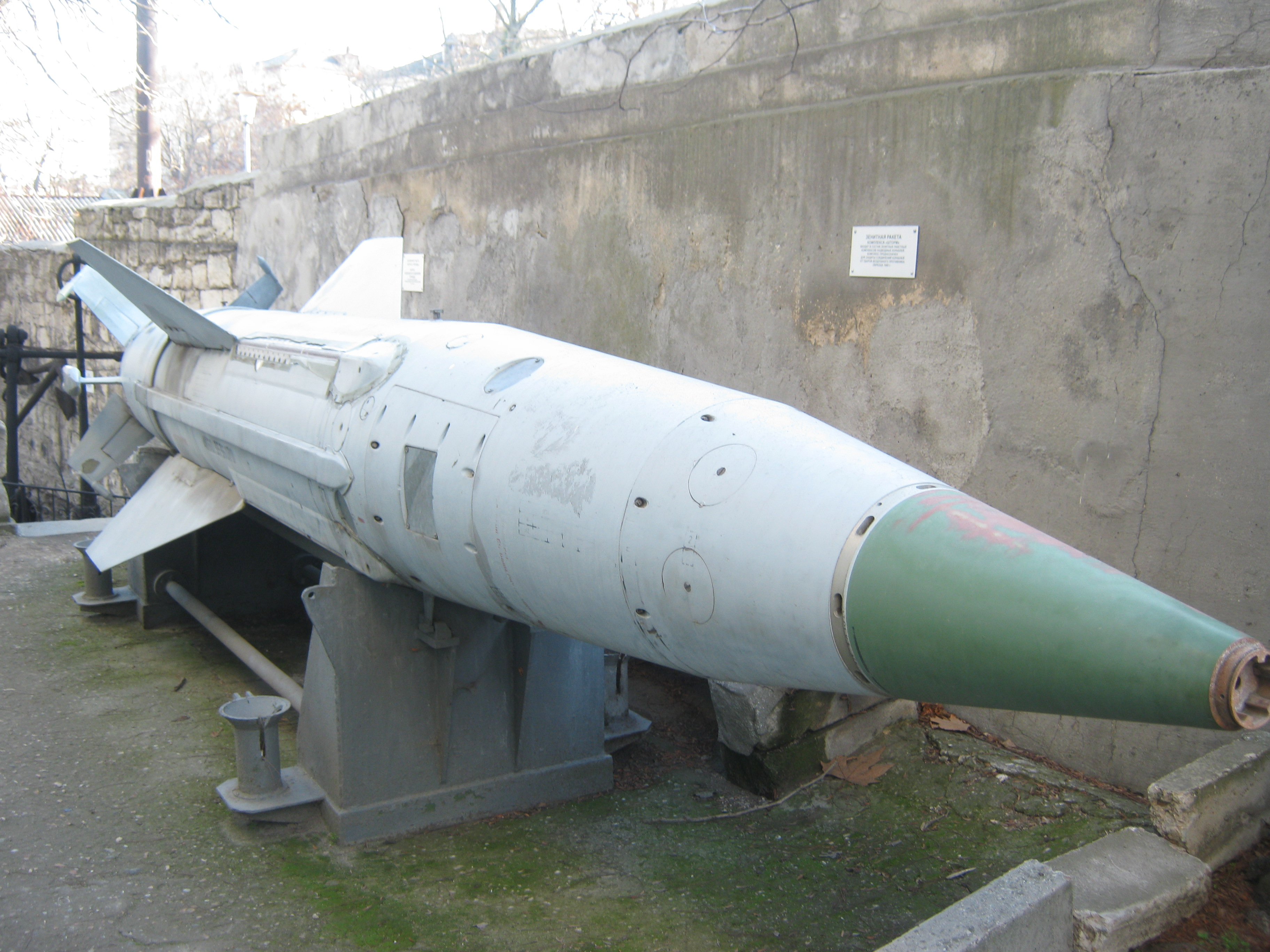
M-11 Chtorm - Vue avant.

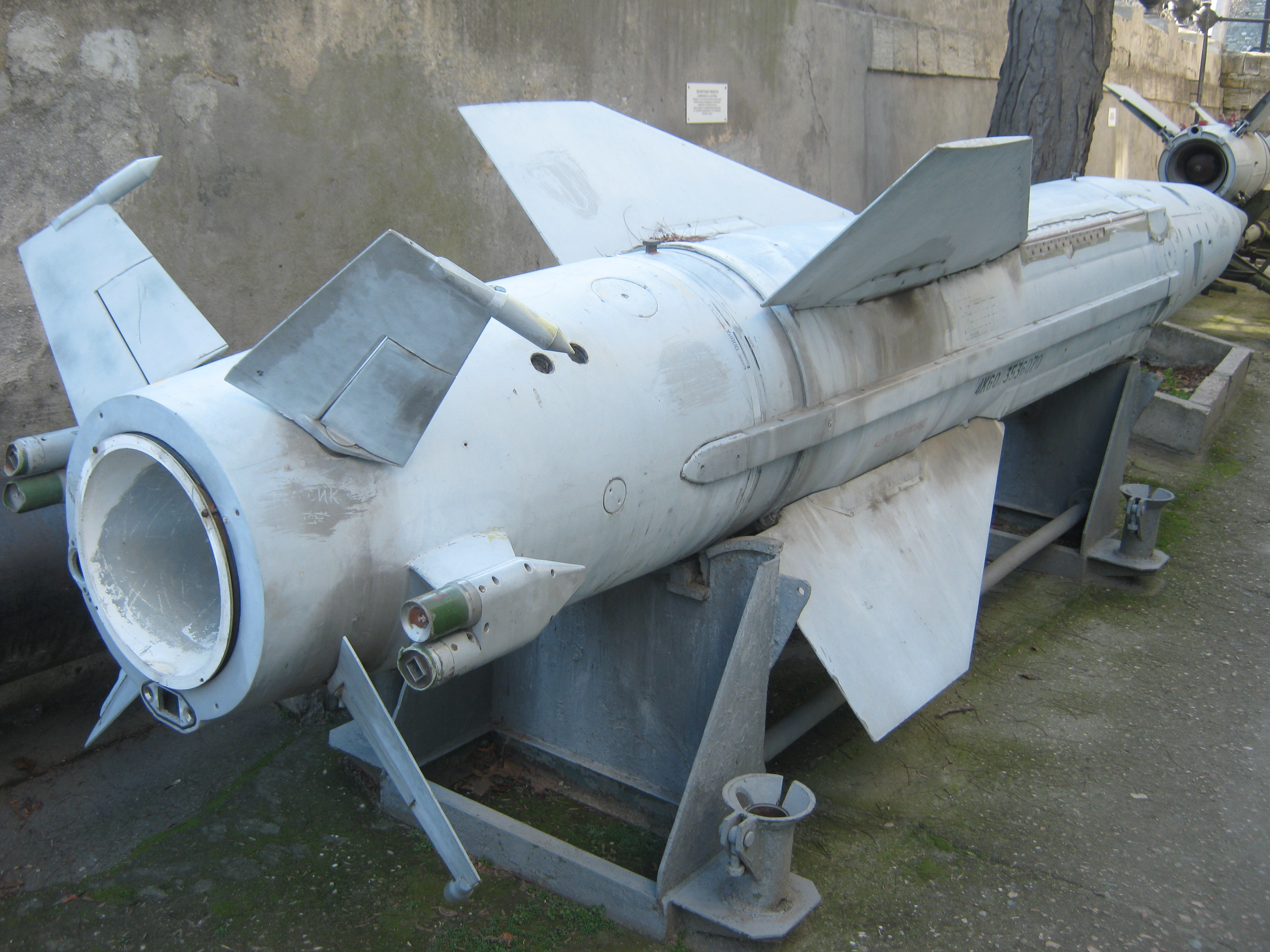
M-11 Chtorm - Vue arrière.

Le système de gestion du complexe M-11 est intégré au navire qui l'emploie. Il assure la préparation avant le lancement, l'orientation des rails de tir, la liaison entre le système de guidage et le missile, le tir simple ou en salve de deux missiles, ainsi que la rotation du tambour permettant d'amener de nouveaux missiles sur les rails une fois que ceux-ci sont vides,.
Ce système est composé de plusieurs éléments :
- Dispositif de calcul des données avant le tir : Il reçoit et traite les données reçues sur deux canaux différents par les deux radars du navire, et les synthétise en une série de données unique afin de pouvoir mener le ou les missiles correctement à leur cible pendant la phase de téléguidage à distance. Certains calculs sont effectués par triangulation.
- Gyroscope horizontal : Il fournit automatiquement au système les données de roulis et de tangage du lanceur, qui varient en permanence avec le mouvement du navire porteur.
- Gyroscope vertical : Aussi appelé compas gyroscopique, il fournit au système les données sur le cap suivi par le navire.
- Capteur de vitesse du navire
- Système de conduite de tir : Il permet de guider efficacement les missiles vers leur cible.
- Système de contrôle à distance : Il permet de téléguider les missiles vers un point précis du ciel, en les maintenant à travers deux lobes d'émissions de fréquences radio.
- Boîtiers de liaison et de raccordement : Ils permettent de relier les missiles à leur installation de lancement, en assurant leur alimentation et en transmettant les ordres de mise à feu.
- Instruments de visualisation : Ils permettent aux opérateurs du système de surveiller le bon fonctionnement du système, son alimentation, etc.

### Lanceurs
Les lanceurs possèdent deux rails et sont gyro-stabilisés. Les munitions sont stockées verticalement sur deux niveaux, à l'intérieur de deux tambours rotatifs contenant 6 missiles chacun. Il y a deux tambours rotatifs par niveau. Lorsque le tir est programmé, les deux rails de lancement pivotent verticalement et viennent se poser en face de deux trappes donnant sur le pont inférieur. Les missiles sont sortis verticalement des deux trappes et sont glissés sur leurs rails de lancement. Une fois cette opération effectuée, le lanceur s'aligne sur la direction de tir et attend l'ordre de mise à feu. Les lanceurs portent les désignations B-189, B-187 et B-187A.

## Versions
- 4K60 M-11 Chtorm : Version initiale, dotée de missiles V-611. Désignée par l'OTAN SA-N-3A.
- 4K60 M-11 Chtorm-M : Version d'entraînement des équipages.
- 4K65 M-11 Chtorm-N : Version améliorée, dotée de missiles V-611M. Désignée par l'OTAN SA-N-3B.

## Plateformes utilisatrices
25 systèmes ont été installés sur les navires de guerre suivants :
- Porte-hélicoptères de classe Moskva : Deux lanceurs doubles B-189, chacun alimenté par deux magasins rotatifs de 6 munitions chacun. 24 missiles embarqués.
- Croiseurs lance-missiles de classe Kara : Deux lanceurs doubles B-189, chacun alimenté par deux magasins rotatifs de 6 munitions chacun. 80 missiles embarqués.
- Croiseurs lance-missiles de classe Kresta II : Deux lanceurs doubles. 72 missiles embarqués.
- Porte-avions Kiev : Deux lanceurs doubles.

Certains de ces navires emploient également le missile URPK-3 Metel, qui utilise une partie des systèmes de guidage du Schtorm pour atteindre sa cible.

## Utilisateurs

### Ancien
- Union soviétique

### Actuel
- Russie